# الک کریک (میزوری)
الک کریک (به انگلیسی: Elk Creek) یک منطقهٔ مسکونی در ایالات متحده آمریکا است که در شهرستان تگزاس، میزوری واقع شده‌است.